# Ga-Jol
Ga-Jol er et lakridsmærke. Navnet er en bearbejdet forkortelse for producenten Galle & Jessen. og som siden 1971 har været ejet af Toms. Ga-Jol-pastillen blev lanceret i 1933 i den kendte blå æske (i dag forbeholdt varianten Ga-Jol original), der i 2001 fik klassikerprisen for godt og tidløst design.
Gajoler findes i mange smagsvarianter. Reklamesloganet for produktet er, at "det danske vejr er Gajol-vejr" og "Jeg er i lommen på dig".
Sloganet "Det danske vejr er Gajol-vejr" er skrevet af Paul Anker Nielsen.[kilde mangler]
Ga-Jol er også et mærke for tyggegummi, pålægschokolade, og spiritus. På ingen af disse varianters emballage er der skrevet ordsprog.

## Ordsprog og citater
Kendetegnet ved alle de mange varianter er, at der i hver 'flap' på æsken er påskrevet et ordsprog eller citat, såsom: 
"Den, som ikke laver fejl, laver som regel slet ingen ting."
De eneste nulevende danskere, der har fået et citat trykt på en Ga-Jolpakke, er forfatter og historiker Kåre Johannessen og børnebogsforfatter Josefine Ottesen med henholdsvis[kilde mangler]:
"Demokrati er at uddele ansvaret på så mange, at det forsvinder."
"Livet er smukt og skrøbeligt. Tager du på det med for megen alvor, brister det. "